# MTV Flux
MTV Flux fue un canal de televisión británico, con emisiones para Reino Unido e Irlanda. Se lanzó el 6 de septiembre de 2006, reemplazando a VH2. La marca comenzó como un sitio web el 1 de agosto. Hay un canal MTV 'Flux' en Japón, que se lanzó en 2007.
A diferencia de VH2, el cual se centraba principalmente en la música indie, MTV Flux transmitió una gama más amplia de música y programas de televisión, con estilos que van desde los éxitos actuales hasta los clásicos del pop y el rock. La idea del canal era dar a los telespectadores el "control", permitiéndoles enviar videoclips al sitio web y al canal de televisión, si estos eran aprobados por la comunidad en línea y MTV (para su transmisión en televisión) MTV. El canal también mostró videos musicales.

## Programación
El primer programa transmitido en MTV Flux fue: Up, Up, Down, Down ... (el cual es la primera parte del código Konami, que servía como su título oficial completo), un programa de una hora presentado por Colin Griffiths que hablaba sobre juegos de computador, intercalados con videos musicales y contenidos enviados por los usuarios.
Otros programas fueron:
- Flux Me I'm Famous: un programa donde los miembros del público promocionaban sus perfiles, sus videos y videos musicales.
- Obsession Session: fanáticos cuentan todo sobre ellos mismos y las bandas que les gustan.
- POD stars: las celebridades pasan el rato y hacen cualquier cosa en el Flux POD, un enclave blanco inflable. Seguido de sus videos musicales.
- The Great MTV Flux Run (Summer 2007) : un espectáculo deportivo interactivo presentado por Rob Petit.
- Fan Clash: un espectáculo interactivo donde los fanáticos de las bandas compiten cara a cara por el codiciado 'Snart'.

## Sitio web
El sitio web de MTV Flux permitía a los usuarios registrarse y crear una página web única, al estilo de otros servicios de redes sociales como MySpace. La página permitía a los usuarios crear avatares y subir imágenes y videos.

## Cierre
El 21 de enero de 2008, AGB Nielsen Media Research anunció para los suscriptores de BARB que MTV Flux se convertiría en MTV One +1, señal con diferencia horaria del MTV original, el 1 de febrero de 2008. MTV Flux cesó a las 6 de la mañana y MTV One +1 se lanzó a las 12 del mediodía del mismo día.
MTV One +1 fue renombrado como MTV +1. MTV +1 cesó sus transmisiones el 20 de julio de 2020.